# جو باربييري
جو باربييري (بالإيطالية: Joe Barbieri)‏ هو عازف جاز وملحن ومنتج أسطوانات ومغن مؤلف إيطالي، ولد في 14 ديسمبر 1973 في نابولي في إيطاليا.

## وصلات خارجية
- جو باربييري على موقع ميوزك برينز (الإنجليزية)
- جو باربييري على موقع أول ميوزيك (الإنجليزية)
- جو باربييري على موقع ديسكوغز (الإنجليزية)